# Jean Cléber
Jean Cléber Santos da Silva, meglio conosciuto come Jean Cléber (Santo André, 29 aprile 1990), è un calciatore brasiliano, centrocampista dell'Azuriz.